# PepsiCo
PepsiCo, Inc.  es una empresa multinacional dedicada a la fabricación, comercialización y distribución de bebidas y aperitivos. Tiene su sede en Purchase (Nueva York), Estados Unidos. Se formó en 1965 a partir de la fusión de la Pepsi-Cola Company y Frito-Lay.
PepsiCo ha ampliado desde entonces, a partir de su homónimo de productos Pepsi, una gama más amplia de marcas de alimentos y bebidas, la mayor de las cuales fue la adquisición de Tropicana Products en 1998 y de Quaker Oats Company en 2001, lo que añade la marca Gatorade a su cartera.
Sobre la base de los ingresos netos, PepsiCo es la segunda mayor empresa de alimentos y bebidas en el mundo, presente en más de 200 países con diferentes marcas, algunas regionales. En América del Norte, PepsiCo es la mayor empresa de alimentos y bebidas por ingresos netos.[fuente independiente requerida]
Pepsi ha sido criticada repetidamente por ecologistas por su relación con los impactos ambientales negativos de la agricultura en su cadena de suministro y las operaciones de distribución como la deforestación relacionada con el aceite de palma y el uso de plaguicidas, el uso de los recursos hídricos, y los impactos negativos de su embalaje—los envases de Pepsi han sido constantemente una de las principales fuentes de contaminación por plástico a nivel mundial. Del mismo modo, defensores de la salud pública han criticado las líneas de productos hipercalóricos y poco nutritivos de Pepsi junto con otros fabricantes populares de bebidas y aperitivos. En respuesta, PepsiCo ha hecho comentarios públicos sobre su compromiso de minimizar su impacto, pero no ha divulgado información pública que documente los avances en la mayoría de sus compromisos públicos.

## Historia

### Antecedentes
La Pepsi-Cola Company fue fundada en el estado de Delaware en 1919. La compañía quebró en 1931 y el 8 de junio del mismo año, la receta de la marca y el jarabe fueron adquiridos por Charles Guth quien era dueño de un negocio de fabricación de jarabe en Baltimore, Maryland.

### Desarrollo
En 1965, Pepsi Cola Company se fusionó con Frito-Lay, Inc. para convertirse en PepsiCo, Inc. En el momento de su fundación, PepsiCo se constituyó en el estado de Delaware y con sede en Manhattan, Nueva York. La sede de la empresa  trasladó su ubicación actual a Purchase, Nueva York en 1970. En 1986 PepsiCo se estableció en el estado de Carolina del Norte.
Entre finales de 1980 y mediados de la década de 1990, PepsiCo se expandió a través de la adquisición de empresas fuera de su foco central de las marcas de alimentos y bebidas envasados; sin embargo, salió de estas líneas de negocios no básicos en gran medida en 1997, tras la venta de algunos y la escisión de otros, conformando una nueva empresa llamada Tricon Global Restaurants, que más tarde se hizo conocido como Yum! Brands, Inc.
PepsiCo también era propietaria de otras marcas que más tarde vendió, por lo que pudo centrarse en sus líneas de pasabocas y bebidas, de acuerdo con analistas de inversión que informan sobre la venta de activos en 1997. Algunas marcas anteriormente propiedad de PepsiCo incluyen: Pizza Hut, Taco Bell, Kentucky Fried Chicken, Hot 'n Now, East Side Mario, D'Angelo Sandwich Shops, Chevys Fresh Mex, California Pizza Kitchen, Stolichnaya (a través de un acuerdo con licencia), Wilson Sporting Goods y North American Van Lines.
La conclusión de las desinversiones en 1997 fue seguida por múltiples adquisiciones a gran escala: la extensión de operaciones hacia otras líneas de alimentos y bebidas. PepsiCo compró la compañía de productos de jugo Tropicana en 1998 y se fusionó con Quaker Oats Company en 2001, añadiendo con ello el Gatorade en línea de bebidas deportivas y otras marcas Quaker Oats como Chewy Granola Bars, Tía Jemima, entre otros.
PepsiCo cambia su imagen a nivel mundial para la línea de bebidas Pepsi. Así mismo, anunció una oferta no solicitada de $6.000 millones para comprar dos de sus mayores embotelladoras: Pepsi Bottling Group Inc. y PepsiAmericas. Esta oferta valoró las empresas en $6.400 millones y $2.900 millones. Ambas empresas rechazaron la oferta de PepsiCo, considerando que esta las infravaloraba.

## Administración

### Misión
En opinión de la propia empresa, esta apoya el desarrollo sustentable en las comunidades donde se establece a través de alianzas estratégicas que facilitan los medios necesitados por estas comunidades, de manera que estas se vuelven autosustentables además de mejorar su calidad de vida.

### Visión
En opinión de la propia empresa, esta aspira a ser la primera fundación líder en crear comunidades sustentables y económicamente viables en los lugares en los que la empresa está trabajando para que de esta forma haya beneficios para ambos lados a través de la evolución e innovación.

### Organización
Los valores por los que se rige la empresa son el crecimiento sostenido (se piensa que con esto la innovación de la empresa aumentará y dará una mejor visión del impacto que tendrán en un futuro las acciones que se hagan hoy), personas capaces y facultadas (esto da una libertad para pensar y actuar como se desee, siempre y cuando se sigan los procesos corporativos y las necesidades de la compañía) y responsabilidad y confianza (esto es fundamental para que los consumidores tengan confianza en la compañía).[fuente independiente requerida]
Según manifiesta la propia compañía, los principios que guían a la compañía son: cuidar a los consumidores y mundo en el que vivimos, que los productos que se vendan sean orgullosamente de la compañía, hablar siempre con honestidad, balancear el corto y largo plazo, ganar con la diversión, obtener el éxito de la empresa y, por último, mantener un ambiente de respeto entre empleados, consumidores, clientes, proveedores y asesores externos.

### Competencias

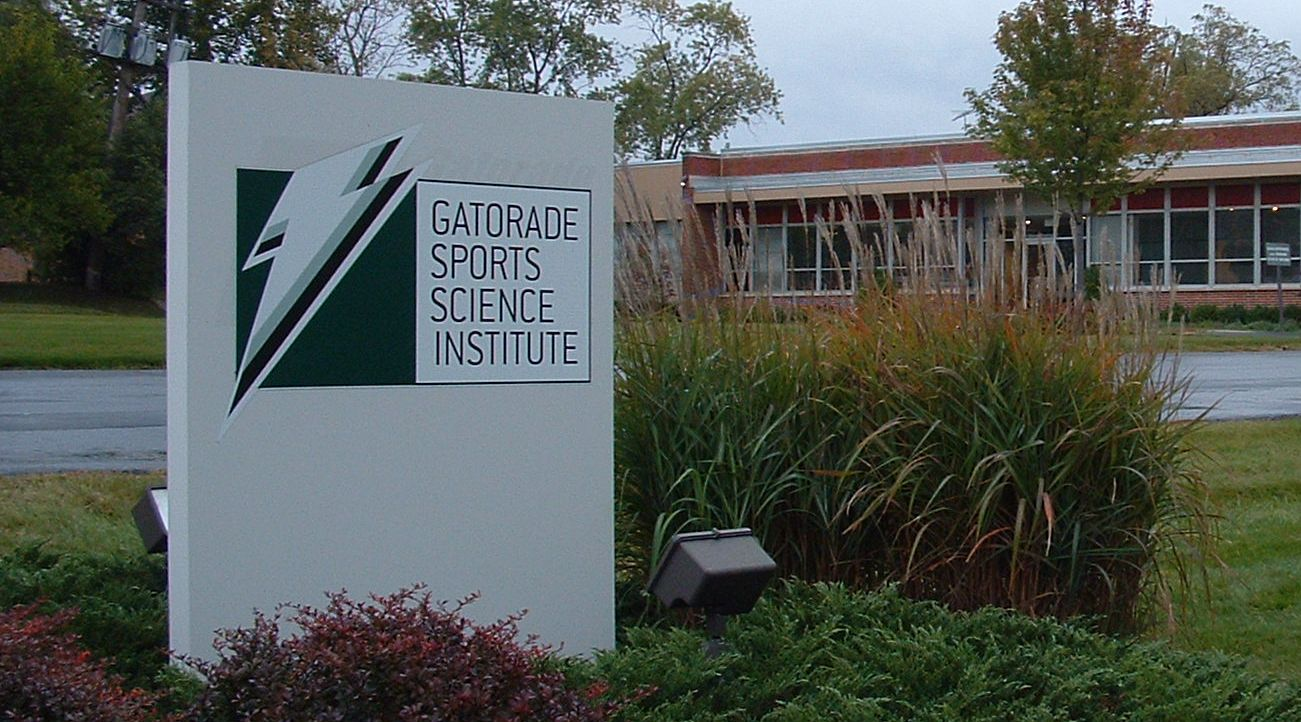
Entre sus competencias se encuentra Gatorade Sports Science Institute.

PepsiCo cuenta con estrategias para su selección de personal, reclutamiento y capacitación. PepsiCo Academy College Hiring (PACH) se enfoca en reclutar a recién graduados. Para la capacitación de sus empleados cuenta con PepsiCo University y Plataforma Talentum.[fuente independiente requerida]
Se basan en el principio de "A ganar con la diversidad y la inclusión" que crearon asociaciones como: Comité de Mujeres Ejecutivas, Personas con Capacidades Diferentes y Programa Golden Years.
Con el fin de acercarse a los consumidores, crea eventos como carreras deportivas patrocinadas por uno de sus productos: Gatorade.

## Internacionalización
Los motivos de la decisión PepsiCo para internacionalizarse son: buscar mercados emergentes, aumentar la visibilidad de la empresa en distintas zonas, diversificar los riesgos dependiendo de las regiones y aumentar las ventas, prolongar el ciclo de vida del producto, así como adquirir conocimientos de distintos lugares y experiencias. La manera en la que Pepsico ha logrado su internacionalización es a través de la inversión extranjera directa, la creación de filiales en otros países y mediante alianzas con otras empresas.
La sede de PepsiCo se encuentra en Nueva York, aunque también tiene sedes en: Argentina, Chile, Perú, Colombia, Ecuador, España, México, El Salvador, Paraguay y Uruguay. Además cuenta con dos embotelladoras: “The Pepsi bottling group” y “PepsiAmericas Inc” con plantas en 19 estados de EUA, Europa Central y del Este, en el Caribe, en México y en España para abastecer a su mercado de 200 países.

### Negocios
La estructura de las operaciones globales de PepsiCo ha cambiado varias veces en su historia como resultado de la expansión internacional. A partir de 2010 se separa en cuatro divisiones principales: PepsiCo Americas Foods, PepsiCo Americas Beverages, PepsiCo Europa, y PepsiCo Asia, Oriente Medio y África. A partir de 2009, el 71% de los ingresos netos vino de Norte y Sur América, el 16% de Europa y el 13% de Asia, Oriente Medio y África. Aproximadamente 285.000 personas son empleados de PepsiCo en todo el mundo a partir de 2010.

### Plantas en Argentina
El 20 de junio de 2017, PepsiCo Argentina comunica el cierre de su planta de producción, ubicada en la localidad de Florida, provincia de Buenos Aires. Esa mañana, los más de 600 trabajadores de esa planta, que hasta el día anterior habían trabajado con normalidad, descubren que la empresa cerró sus puertas sin previo aviso. La respuesta de los trabajadores es inmediata y comienzan un acampe en estado de asamblea permanente frente a las puertas de la fábrica. El 26 de junio, luego de no obtener ninguna respuesta satisfactoria por parte de la empresa, la asamblea de trabajadores decide comenzar una permanencia pacífica dentro de la planta, para preservar las capacidades productivas de la planta, ante cualquier intento de desmantelamiento o vaciamiento por parte de la firma PepsiCo. El conflicto ha puesto de relevancia las malas condiciones de trabajo, ya que casi la totalidad de los trabajadores de PepsiCo presentaban lesiones o enfermedades relacionadas con las extenuantes jornadas laborales, como lumbalgias, tendinitis, túneles carpianos o hernias de disco. Además, una porción muy importante de los despedidos, son mujeres embarazadas o madres sostén de familia. Estos elementos configuran una delicada situación de precariedad de los trabajadores despedidos, que sólo podría resolverse preservando su actual puesto de trabajo, ya que serían muy bajas las posibilidades de conseguir un nuevo empleo.
A pesar de todo lo expuesto anteriormente, la empresa ofreció pagar todas las compensaciones correspondientes por el cierre de la planta y publicaron este comunicado, explicando el porqué del cierre de dicha planta:
PepsiCo emitió un comunicado en el que ratificó de forma inamovible que no reabrirían la planta de la localidad de Florida, en el partido bonaerense de Vicente López, al ser "inviable" por cuestiones logísticas y operacionales: "El pasado 20 de junio de 2017, PepsiCo Argentina tomó la difícil decisión de cerrar la planta ubicada en la localidad de Florida, donde se fabricaban snacks salados. Las razones de dicho cierre incluyen su localización en un barrio residencial con la consiguiente imposibilidad de ampliación ni modernización, la inviabilidad económica derivada de su alta estructura de costos y las dificultades logísticas de acceso y traslados, entre otras. Es necesario aclarar que la compañía nunca ha considerado reabrir la operación en la planta de Florida, dada su inviabilidad ya explicada". Por último, la compañía enfatizó que "no está dentro de sus planes la sustitución de producción nacional por importaciones". "Con estos cambios operacionales el objetivo de la compañía es asegurar el crecimiento y desarrollo sustentable de PepsiCo en Argentina a largo plazo" concluye el comunicado.

## Finanzas
| Datos por año    | 2012          | 2013          | 2014          |
| ---------------- | ------------- | ------------- | ------------- |
| Ventas netas     | US$65 492 000 | US$66 415 000 | US$66 683 000 |
| Utilidad bruta   | US$34 201 000 | US$35 172 000 | US$35 799 000 |
| Utilidad neta    | US$6 178 000  | US$6 740 000  | US$6 513 000  |
| Activos totales  | US$74 638 000 | US$77 478 000 | US$70 509 000 |
| Pasivos totales  | US$52 344 000 | US$53 199 000 | US$53 071 000 |
| Total de capital | US$22 417 000 | US$24 409 000 |               |

| Fecha                   | Precio de la acción al cierre |
| ----------------------- | ----------------------------- |
| 8 de mayo de 2015       | US$96,44                      |
| 4 de marzo de 2015      | US$97,36                      |
| 3 de diciembre de 2014  | US$98,32                      |
| 3 de septiembre de 2014 | US$92,69                      |
| 4 de junio de 2014      | US$87,43                      |
| 5 de marzo de 2014      | US$81,11                      |
| 4 de diciembre de 2013  | US$82,65                      |
| 4 de septiembre de 2013 | US$79,53                      |

## Productos y competencia

### Estados Unidos
- Pepsi: compite contra Coca-Cola de The Coca-Cola Company y competidores locales.
- Mountain Dew: Compite contra Sprite y Mello Yello de The Coca-Cola Company, Sun Drop de Dr. Pepper Snapple Group y competidores locales.
- Lipton (PepsiCo/Unilever): compite contra Nestea de Nestlé The Coca-Cola Company, Sierra Mist y competidores locales.
- Aquafina: compite contra Dasani de The Coca-Cola Company y competidores locales.
- Tropicana Products: compite contra Minute Maid de The Coca-Cola Company y competidores locales.
- Mug (cerveza de raíz): compite contra Barq's de The Coca-Cola Company y competidores locales.
- Gatorade: compite contra Powerade de The Coca-Cola Company y competidores locales.

### Argentina

7 Up es propiedad de PepsiCo en casi todos los países en donde está presente, excepto en Estados Unidos.

- Pepsi: compite con Coca-Cola de The Coca-Cola Company y competidores locales.
- Pepsi Max, compite con Coca-Cola Zero de The Coca-Cola Company.
- 7 Up: compite con Sprite de The Coca-Cola Company y competidores locales.
- Mirinda: compite con Fanta de The Coca-Cola Company y competidores locales.
- Paso de los Toros: compite contra Fanta pomelo y Schweppes de The Coca-Cola Company.
- Gatorade: compite con Powerade de The Coca-Cola Company y competidores locales.
- Tropicana Products: compite con Cepita (Minute Maid) de The Coca-Cola Company y competidores locales.

### Chile
- Pepsi: compite con Coca-Cola de The Coca-Cola Company y competidores locales.
- 7 Up: compite con Sprite de The Coca-Cola Company y competidores locales.
- Gatorade: compite contra Powerade y Aquarius de The Coca-Cola Company y competidores locales.
- Lipton: compite con Fuze Tea de The Coca-Cola Company, Nestea de The Coca-Cola Company/Nestlé y competidores locales.
- Mirinda: competía con Fanta de The Coca-Cola Company y competidores locales. (Mirinda no está disponible en el mercado chileno desde mediados de la década de los '90, debido a la popularidad y producción de Crush en la Compañía de Cervecerías Unidas de ese país que actualmente tiene la licencia de Pepsi, estando sólo a disposición de los consumidores en algunas cadenas de comida como Burger King, Kentucky Fried Chicken, China Wok y Pedro, Juan & Diego) y Quatro de The Coca-Cola Company.
- Compañía de Cervecerías Unidas.

### Colombia
- Pepsi: compite con Coca-Cola de The Coca-Cola Company y competidores locales.
- 7 Up: compite con Sprite de The Coca-Cola Company y competidores locales.
- Mountain Dew: compite con Sprite de The Coca-Cola Company y competidores locales.
- Squash y Gatorade: compite con Powerade de The Coca-Cola Company y competidores locales.
- Lipton (PepsiCo/Unilever): compite con Fuze tea de The Coca-Cola Company y competidores locales.
- Tropicana Products: compite contra Del Valle de The Coca-Cola Company y competidores locales.
- Alianza con la Organización Ardila Lülle,dueños de la empresa de jugos agua y gaseosas Postobón, Central Cervecera de Colombia, alimentos salsas y condimentos Bary, Cadenas de TV y radio y del club de fútbol Atlético Nacional: Compite contra el grupo Julio Mario Santo Domingo, dueño de Caracol Televisión, Blu Radio, Cervecería Bavaria y Millonarios Fútbol Club.

### Ecuador
- Pepsi: compite con Coca-Cola de The Coca-Cola Company y competidores locales.
- 7 Up: compite con Sprite de The Coca-Cola Company y competidores locales.
- Mas (PepsiCo/Tesalia): esta marca surte de los sabores Manzana, Fresa y Naranja por lo que compite con Fanta y Fioravanti de The Coca-Cola Company.
- Kola Gallito (PepsiCo/Tesalia): compite con Inca Kola de The Coca-Cola Company.
- Tesalia y Güitig (PepsiCo/Tesalia): son marcas ecuatorianas de agua mineral sin y con gas respectivamente. Compiten con Dasani de The Coca-Cola Company.
- Gatorade: compite contra Powerade de The Coca-Cola Company y competidores locales.
- Lipton: compite contra Fuze Tea de The Coca-Cola Company y competidores locales.
- 220 V (PepsiCo/Tesalia): marca ecuatoriana, compite con Red Bull.

### El Salvador, Guatemala, Honduras, Nicaragua y Costa Rica
- Pepsi: compite con Coca-Cola de The Coca-Cola Company; Big Cola y competidores locales.
- Lipton (PepsiCo/Unilever): compite contra Nestea de The Coca-Cola Company/Nestlé.
- Aqua Pura: compite contra Dasani de The Coca-Cola Company y competidores locales.
- Gatorade: compite contra Powerade de The Coca-Cola Company.
- Mirinda: compite contra Tropical de The Coca-Cola Company y competidores locales.
- 7 Up: compite con Sprite de The Coca-Cola Company y Big Lemon de Big Cola.

### España

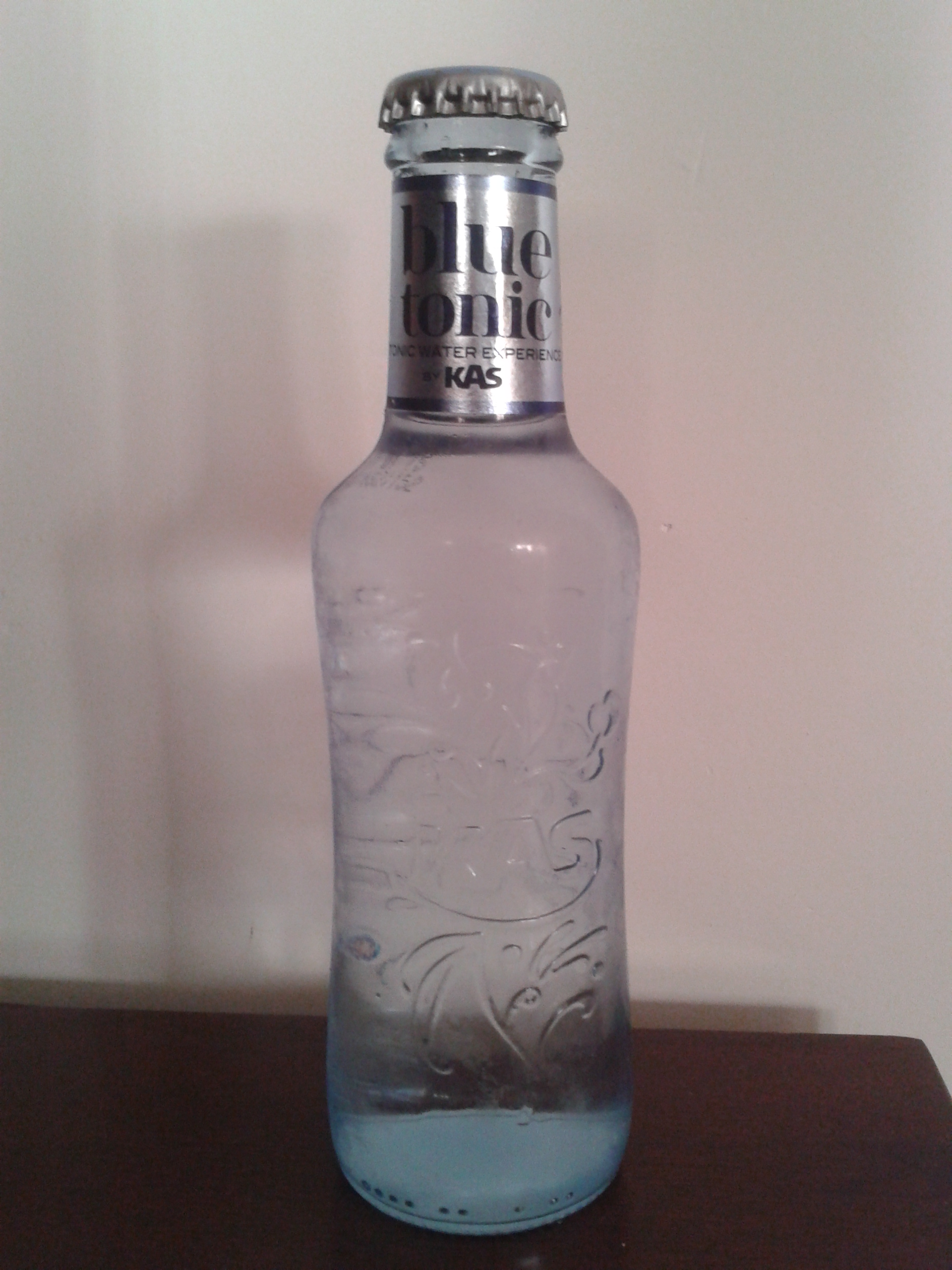
Botella de Blue Tonic (Kas)

- Pepsi: compite con Coca-Cola de The Coca-Cola Company y competidores locales.
- Pepsi Max: compite con Coca-Cola Zero de The Coca-Cola Company.
- 7 Up: compite con Sprite de The Coca-Cola Company y competidores locales.
- Kas: compite con Fanta y Nordic Mist de The Coca-Cola Company y competidores locales.
- Kas Tónica y Blue Tonic: compite con Nordic Mist de The Coca-Cola Company, con Tónica Schweppes y competidores locales.
- Bitterkas: compite con Mare Rosso de The Coca-Cola Company y competidores locales.
- Gatorade: compite contra Powerade de The Coca-Cola Company y competidores locales.
- Aquarade: compite contra Aquarius de The Coca-Cola Company y competidores locales.
- Rockstar: compite contra Burn de The Coca-Cola Company y Red Bull y, además, contra competidores locales.
- Lipton (PepsiCo/Unilever): compite contra Nestea de The Coca-Cola Company/Nestlé.
- Radical Fruit Company: Compite contra Trina de Cadbury.
- Aquafina: compite contra Aquabona de The Coca-Cola Company, Font Vella y Lanjarón de Danone y competidores locales.
- Tropicana Products: compite contra Minute Maid de The Coca-Cola Company y competidores locales.
- KasFruit: compite contra Zumosol de Calidad Pascual y otros competidores locales.
- Alvalle: compite contra gazpacho Don Simón de J. García Carrión y competidores locales.

### México
- Pepsi: compite con Coca-Cola de The Coca-Cola Company, Red Cola de Grupo AGA, Big Cola de Ajegroup y Lulú Cola de Pascual Boing.
- Pepsi Light: compite con Coca-Cola Light de The Coca-Cola Company.
- Pepsi Black: compite con Coca-Cola Zero (sin azúcar).
- Pepsi Kick: bebida gasificada sabor cola con dosis extra de cafeína y ginseng. Compite con Coca-Cola con Café.
- 7 Up: compite con Sprite de The Coca-Cola Company y Big Lemon de Big Cola.
- 7 Up Free: compite con Sprite Zero de The Coca-Cola Company.
- Mirinda: compite con Fanta de The Coca-Cola Company.
- Manzanita Sol: compite con Manzana Lift y Sidral Mundet de The Coca-Cola Company; además de Sidral AGA de Grupo AGA y Crush Sidral Extra Poma de Grupo Peñafiel.
- Gatorade: compite contra Powerade de The Coca-Cola Company; Sporade de Ajegroup y Jumex Sport de Grupo Jumex.
- Epura/Electropura compite contra Bonafont de Danone, Ciel de The Coca-Cola Company y Agua Pascual de Pascual Boing.
- Lipton: compite contra Fuze Tea de The Coca-Cola Company y Nestea de Nestlé / The Coca-Cola Company.
- Agua Mineral Garci Crespo: Compite contra Ciel Mineralizada de The Coca-Cola Company; Peñafiel Agua mineral de Grupo Peñafiel, Skarch de Grupo AGA y Topo Chico de Arca Continental.
- Sangría Casera: Compite con Sidral Mundet de The Coca-Cola company Sangría señorial de Mezgo S.A. de C.V. y con Ameyal Sangría de The Coca-Cola Company.

### Paraguay
- Pepsi: compite con Coca-Cola de The Coca-Cola Company competidores locales.
- 7 Up: compite con Sprite de The Coca-Cola Company.
- Mirinda: compite con Fanta y Crush de The Coca-Cola Company y Pulp.
- Paso de los Toros: compite contra Schweppes y Crush de The Coca-Cola Company y Pulp Pomelo.
- Gatorade: compite contra Powerade de The Coca-Cola Company.

### Perú
- Pepsi: compite con Coca-Cola de The Coca-Cola Company, KR, Big Cola y Perú Cola de Ajegroup.
- Triple Kola: compite con Inca Kola de The Coca-Cola Company, Sabor de Oro e Isaac Cola de Ajegroup y Viva Cola de Unión de Cervecerías Peruanas Backus y Johnston (Backus).
- Pepsi Light (aunque solo se vende en gasolineras) compite contra Coca-Cola Zero e Inca Kola Zero de The Coca-Cola Company.
- 7 Up: compite con Sprite de The Coca-Cola Company y KR Limón y Perú Cola Limón de Ajegroup.
- H2oH!: compite con Aquarius de The Coca-Cola Company (anteriormente 7 Up Limonada era la competencia de Aquarius pero fue sacada del mercado el 2017).
- Concordia: compite con Fanta (Naranja, Kola Inglesa y Piña) y Crush de The Coca-Cola Company, KR Naranja, Fresa y Piña de Ajegroup y Guaraná de Backus.
- Gatorade: compite contra Powerade de The Coca-Cola Company, Generade de Industrias San Miguel, Sporade y Volt de Ajegroup y Maltin Power de Backus.
- Agua tónica y ginger ale Evervess: Compite contra Schweppes de The Coca-Cola Company, Sirana de Ajegroup y Agua tónica Backus de Backus.
- San Carlos: Compite contra San Luis y Benedictino de The Coca-Cola Company, Loa de Industrias San Miguel, Cielo y Vida de Ajegroup y Cristalina y San Mateo de Backus.

### Uruguay
- Pepsi: compite con Coca-Cola de The Coca-Cola Company y competidores locales.
- Pepsi Max, compite con Coca-Cola Zero de The Coca-Cola Company.
- 7 Up: compite con Sprite de The Coca-Cola Company y competidores locales.
- Mirinda: compite con Fanta de The Coca-Cola Company y competidores locales.
- Pomelo Paso de los Toros: compite contra Fanta pomelo y Schweppes de The Coca-Cola Company.
- Agua tónica Paso de los Toros: compite contra el agua tónica de Schweppes de The Coca-Cola Company.
- Gatorade: compite con Powerade de The Coca-Cola Company y competidores locales.
- H2oH!: compite con Aquarius de The Coca-Cola Company.

### Venezuela

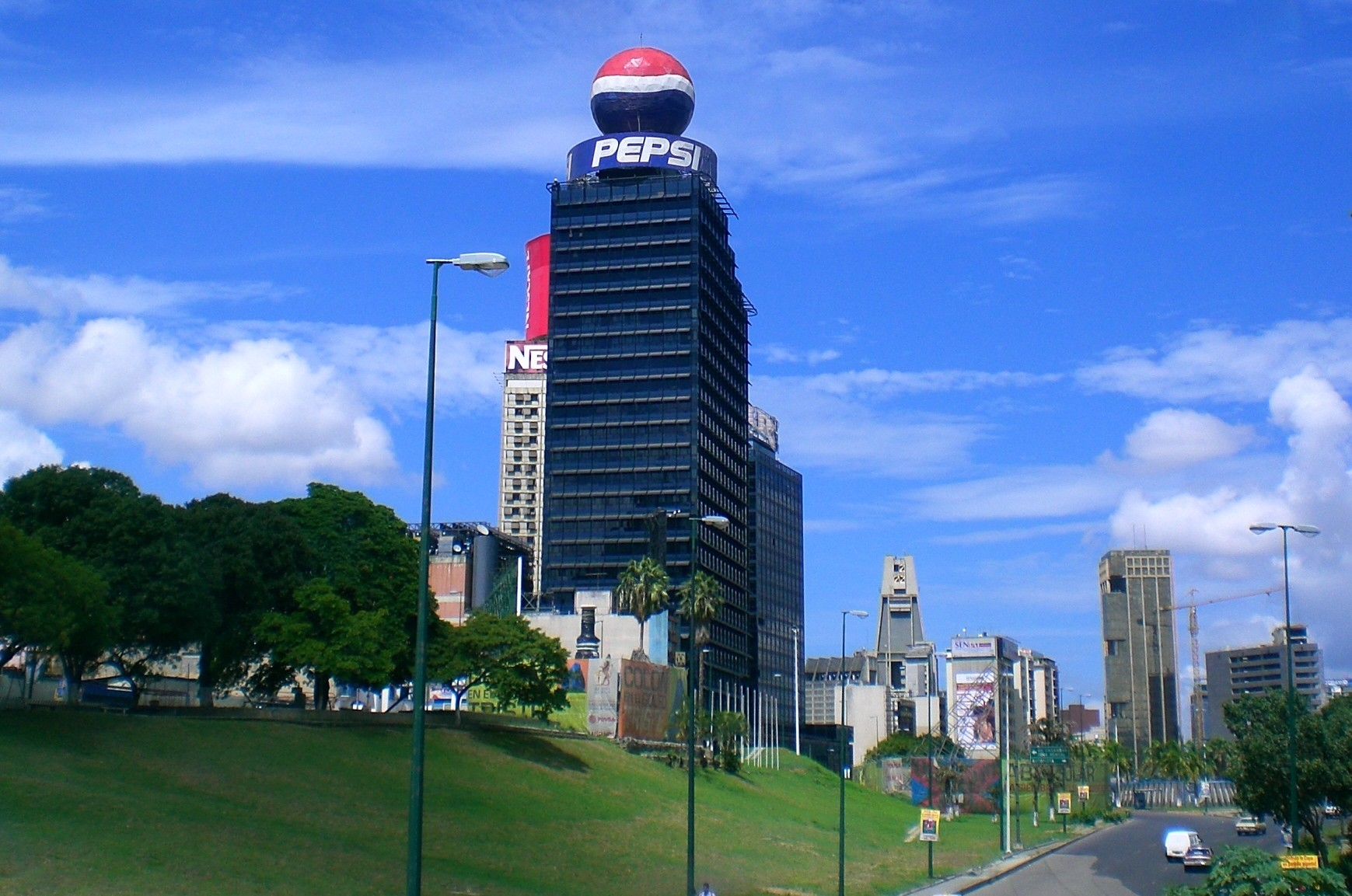
Sede principal en Venezuela, en 2007

- Pepsi-Cola Venezuela: compite con Coca-Cola de The Coca-Cola Company y competidores locales, como Big Cola y Glup!
- 7 Up: compite con Chinotto de The Coca-Cola Company.
- Agua Mineral Minalba: compite con Agua Mineral Zenda y Agua Mineral Nevada de The Coca-Cola Company.
- Minalba Flavor: compite contra Nevada Saborizada de The Coca-Cola Company.
- Lipton Ice tea: compite contra Nestea de Nestlé y Té Parmalat.
- Gatorade: compite contra Powerade de The Coca-Cola Company y Sporade de AJEVEN.
- Sabores Golden: compite contra Hit y Frescolita de The Coca-Cola Company, así como competidores locales como Marbel y refrescos Dumbo.
- Ad Rush: compite contra Red Bull, Burn, Ciclón y Monster Energy.

En este país, la compañía PepsiCo forma parte de Empresas Polar.

### República Dominicana
- Pepsi: compite con Coca-Cola de The Coca-Cola Company y competidores locales, como Big Cola y Glup!
- 7 Up: compite con Chinnoto de The Coca-Cola Company.
- Lipton: compite contra Nestea de Nestlé y Fuze Tea de The Coca-Cola Company.
- Gatorade: compite contra Powerade de The Coca-Cola Company.[cita requerida]

## Alimentos
En más de 120 países se comercializan las comidas del grupo Pepsico, a través de marcas como Lay's (internacionalmente) en Colombia se llaman Margarita, Lay's (en España), Sabritas en México y Centroamérica, PepsiCo snacks en Sudamérica, Grupo Gamesa en México y Colombia, Quaker Oats y Sonrics en Estados Unidos.
- Manitos, cacahuates recubiertos con una base de harina de maíz y queso.
- Munchitos, aperitivo a base de copos de papa, típicamente canario.
- Pep's, ruedas de maíz.
- Ruffles, aperitivo ondulado a base de papa.
- Lay's, aperitivo de papas fritas.
- Santa Ana, papas fritas.
- Fritos, tiras de maíz.
- Cheetos, aperitivo de maíz, papa o cereales.
- Boca Bits, aperitivo a base de trigo con sabor barbacoa.
- 3D'S, conos con sabor a tocino y queso.
- Dale, galletitas rellenas.
- Doritos, aperitivo de maíz a semejanza de nachos. También en versión Dippas para dippear con salsas que también vende la marca.
- Bits, mini piezas de diferentes formas y sabores.
- Twistos, mini tostadas con sabor queso blanco suave, tomate y aceite de oliva, jamón ahumado u onduladas con sabor a queso azul.
- Jack's, aperitivos de chicharon, cacahuate Salado, maní japonés, cacahuate surtido o Tortillitas.
- Frutos Secos Matutano, frutos secos de calidad tostados al horno, sin aceite.
- Sunbites, snacks de trigo horneado con trocitos de ingredientes naturales.
- Chipicao, productos de bollería elaborados al horno con ingredientes como la harina de trigo, el cacao o la leche.
- De Todito y De Todito 4, mix de snacks (Arepitas, yuca, tocinetas, chicarron, platanos, doritos, rosquillas, chesse tris y pasabocas con forma y sabor a pollo, pan de bono, pan de yuca y empanada) que contiene papas Margarita, Cheetos y 3D. Algunos contienen salsa barbacoa, galleta y mostaza.
- Platanitos: aperitivo de plátano verde, plátano maduro o yuca.
- Toddy, galletitas con chips de chocolate. También es una bebida achocolatada.
- Kaprichitos, Snacks de maíz recubiertos de queso.
- Krachitos, Snacks.
- Ganchitos, Snacks hechos con queso.
- manimoto, mani recubierto con harina de trigo y sal.
- Tortrix, Snacks hechos con maíz tostado guatemalteco.
- Lay's Pollo Campero, Snacks con sabor de Pollo Campero, producto exclusivo en Guatemala, salió al mercado en el año 2015[31] tras el éxito la gran aceptación del público y por peticiones volvió para el año 2019 por tiempo limitado de 1 de agosto al 31 de diciembre.[32][33][34]
- Cheese Tris, Palitos de queso.
- NatuChips, Snack de plátano maduro.
- Pepito, Snack hecho con queso.
- Raqueti, Snack hecho con queso y picante.
- Quaker, Snack hacho a base de cereales.

## Comidas en México

### Sabritas
- Sabritas
- Ruffles
- Cheetos
- Doritos
- Churrumais
- PakeTaxo: Botana Surtida de 4 Frituras
- Rancheritos
- Fritos
- Doritos, Ruffles y Cheetos Mix
- Quesabritas
- Tostitos
- Sabritas Kacang (antes Sabritas KKwates)
- Crujitos
- Ruffles Mega Crunch
- Ruffles Ultra
- Sabritas Receta Crujiente
- Cheetos Palomitas (Antes Poffets y Cheetos Poffets)
- Sabritones
- Sabritas Chicharrón

### Gamesa
Empresa fundada en Monterrey en 1921 y Propiedad de PepsiCo en México, Estados Unidos, Guatemala, etc.
- Emperador
- Chokis
- Arcoiris
- Cremax (Antes Cremax de Nieve)
- Mamut
- Gamesa Clásicas
- HotCakes Gamesa
- Gamesa Select
- Saladitas
- Mini Chokis, Marías y Gamesa Clásicas
- Fruts (Antes Fruts de Arcoiris)
- Marías Gamesa
- Marías Doradas
- Crackets
- Soda Real
- Habaneras
- Bombitos Gamesa
- Bizcohitos Gamesa
- Flipy (Descontinuado originalmente y revivieron cómo Mamut Flipy pero en 2021 Volvió a su nombre original después la desaparición de las mascotas de los productos como Chester Cheetos, Osito Bimbo, Pato Gansito, Mamut y Greñas, Rufilo (mascota de Ruffles) e incluso Flipy con Mamut y También por el cambio de logo de Mamut)
- Chocolatines (solo aparecen en caja)
- Vuala Sorpresa (Descontinuado Originalmente en 2015 con la promo de El Chavo Mini y El Chapulín Colorado Mini y Revivieron en 2017 después que Gamesa lo vendiera por Panovo)
- Florentinas

### Sonrics
Sonrics es la línea de dulces y caramelos de PepsiCo, la cual es vendida en México y Estados Unidos.
- Rockaleta
- Inspireka
- Mancha-t
- TixTix
- Gudu
- Paleta Maguito
- Bombiux
- Milch
- Paletiux (20??-2015) (actualmente descontinuado)
- Surtido de Dulces[cita requerida]

## Premios
Superior Taste Award o Premio al Sabor Superior en 2012, otorgado por el Instituto Internacional de Sabor y Calidad de Bruselas ha concedido a Blue Tonic el reconocimiento internacional por su sabor superior.